# Ghilina Grossa
La Ghilina Grossa, o Villa Ghilina, o più semplicemente La Ghilina, è un edificio storico della fine del XVI secolo edificato dalla famiglia nobile dei Ghilini di Alessandria. La villa è ubicata nei pressi della frazione del comune di Alessandria denominata San Giuliano Nuovo. Nota in particolar modo per il suo grande parco, poi distrutto, di circa 11 ettari con giardino all'italiana e una sezione di piante esotiche conservate all'interno di calidari o serre riscaldate. Fu la residenza estiva favorita dai Ghilini proprietaria di molti terreni sul territorio e di cui si hanno notizie fin dal XII secolo.

## Storia

### Origini ed inquadramento storico-geografico
La Ghilina Grossa si trova all'interno della subarea storico-geografica della piana di Alessandria nel territorio piemontese della bassa Pianura Padana occidentale denominata Fraschetta. Fin dai tempi di Strabone questo lembo di terra veniva definito bosco o frasca, ed in seguito lo si può trovare denominato bosco di San Giuliano così chiamata quella parte della Fraschetta per essere il territorio di caccia di Filippo Maria Sforza, fratello di Ludovico il Moro, ricco di boscaglia nelle vicinanze della parrocchia di San Giuliano di Alessandria.
Prima che Alessandria con la Fraschetta passassero sotto il dominio dei Savoia per effetto del trattato di Utrecht, tutta l'area è stata territorio dei Visconti prima e degli Sforza poi, e la famiglia Ghilini ebbe fin dal XII secolo giurisdizione e possedimenti.
La Fraschetta fu inoltre teatro di una delle più importanti battaglie dell'era moderna, la Battaglia di Marengo, una delle aree principali della zona nei pressi di Spinetta Marengo.
Francesco Guasco di Bisio, nella tavola I della sua opera citata in bibliografia, afferma che la famiglia Ghilini - presente con Gherardo I negli atti di fondazione della città di Alessandria nel 1168, risulta essere un ramo dei signori di Marengo e Sezzè e dunque radicata sul territorio.

### Feudi e possedimenti
La famiglia Ghilini possedeva le terre più ricche e meglio irrigate di tutta la Fraschetta. Alla tenuta della Ghilina Grossa appartenevano dieci masserie, tra cui la Stortigliona e la Filippona, erano censiti 3057 moroni oltre che case per i massari e per i braccianti. Oltre il castello e il feudo di Castelceriolo vi erano otto masserie che componevano la tenuta Villanova, poco fuori dal paese, con case civili e rustiche, un'osteria ed una chiesa, 668, granai, cantine, stalle, campi coltivati a grano, segala, biada e ortaggi. Le proprietà, i campi e terreni, le vigne e i boschi della famiglia si estendevano da Spinetta Marengo fino a Tortona dove avevano altre due masserie, la Pellecagna e la Cravina.

### XV secolo
I primi documenti che trattano di possedimenti dei Ghilini nella Fraschetta risalgono a Cristoforo Ghilini († 1º febbraio 1439) i figli del quale, grazie alla rilevante posizione raggiunta all'interno dell'amministrazione ducale milanese come segretario del duca, avrebbero ereditato il possedimento di Castelceriolo alla sua morte. Nel 1468 i figli Giovanni II e Giuliano I Ghilini ebbero ufficialmente il feudo di Castelceriolo.
Nel bosco di San Giuliano, il 19 settembre 1494, Ludovico il Moro donò a Giovanni Giacomo Ghilini († 1532) suo consigliere - insieme al feudo di Movarone nel pavese - la Cascina Filippina (o Filippona) con tutte le masserie nella Fraschetta di Alessandria per i servigi offerti. La Filippona era così chiamata perché di proprietà di Filippo Maria Sforza fratello di Ludovico il Moro.

### XVII secolo

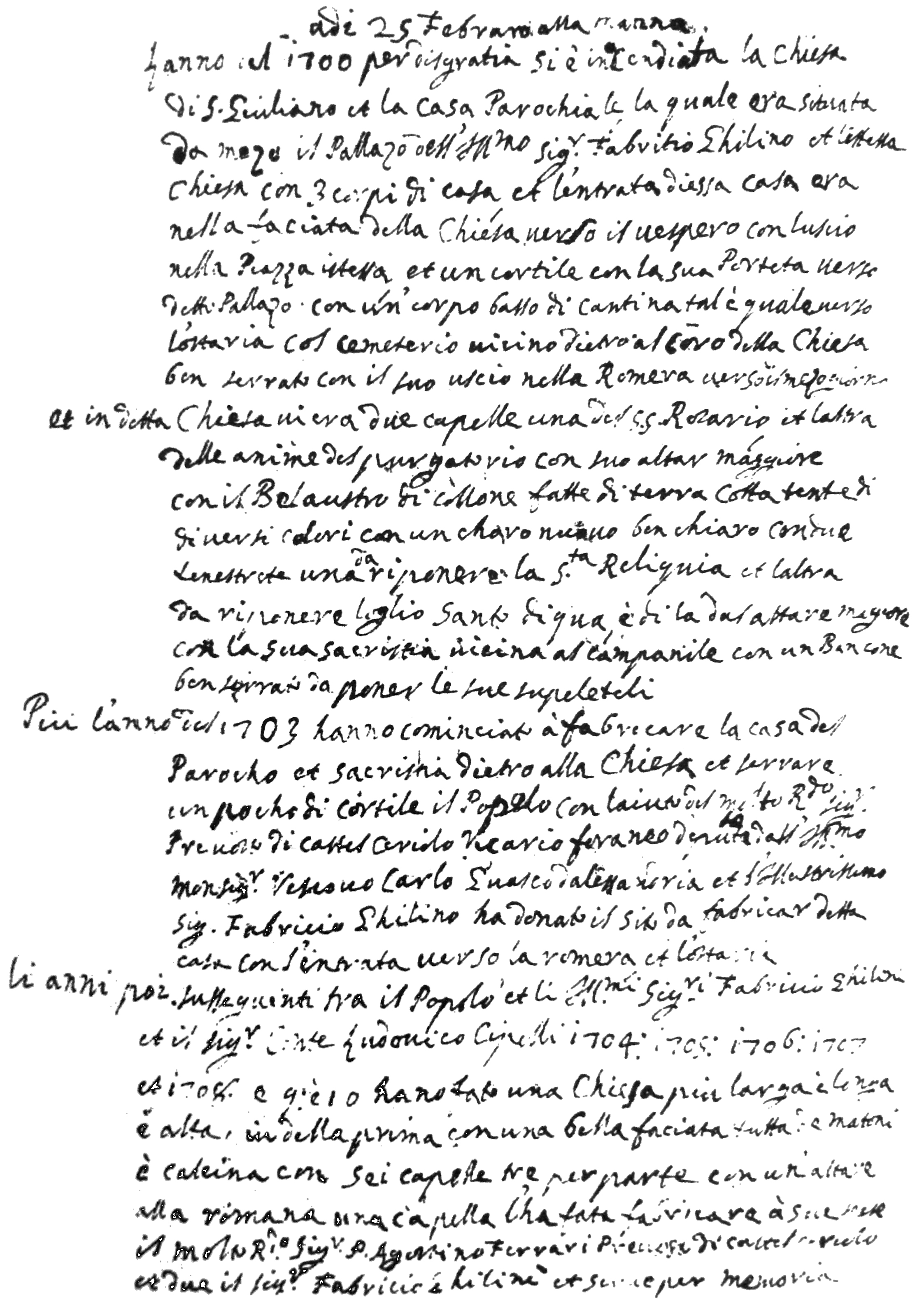
Copia del documento originale circa l'incendio della chiesa

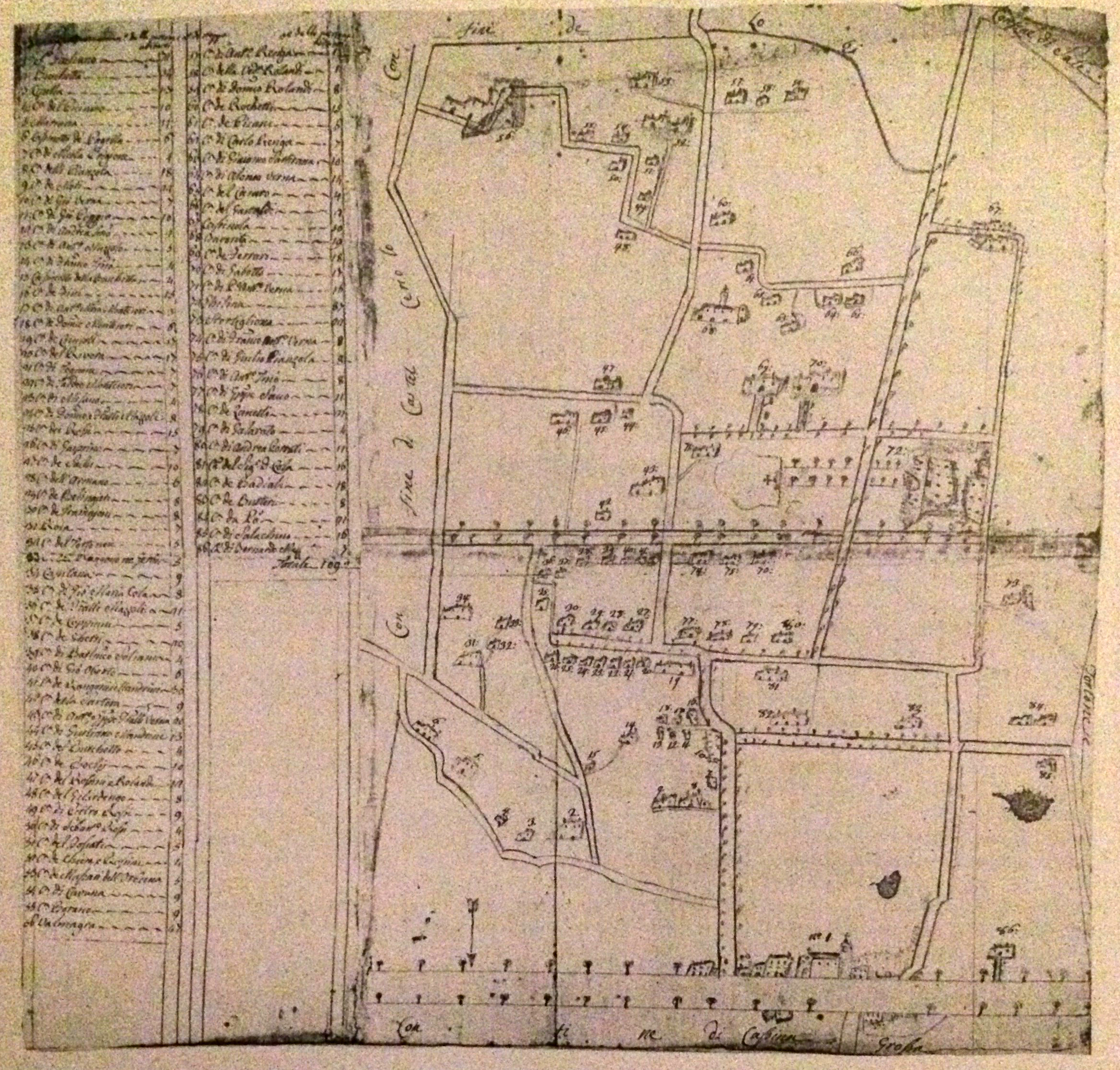
Territorio della parrocchia di San Giuliano, XVIII secolo. Il numero 72 è "La Ghilina"

Poco più di un secolo più tardi, il 26 febbraio 1613, Ottaviano Ghilini († 1613), vicario del podestà di Pavia nel 1590 e figlio di Tommaso Ghilini I Signore di Movarone, con la sua morte istituì la primogenitura in favore dei nipoti del luogo detto La Ghilina di San Giuliano nella Fraschetta. La masseria cominciò ad essere nota per la filatura della seta e soprattutto per la presenza di un interessante parco con giardino all'italiana, già documentato nel XVII secolo, ricco di specie floreali esotiche, importate da ogni parte del mondo.
Questo fu il periodo delle attenzioni che la Ghilina ricevette da Gian Giacomo Ottaviano Ghilini (1619-1703). Gian Giacomo inoltre aumentò il già pingue patrimonio familiare acquistando la masseria della Cassinola, vicina alla Ghilina, e riacquistando la Filippona che rientrava così nei possedimenti dopo una passata cessione.

### XVIII secolo
Un accadimento singolare avvenne nell'anno 1700 legato anche alla Ghilina Grossa. Fabrizio IV Ghilini (1665 - 1745), proprietario della Ghilina e che per una serie di fortunate eredità divenne il più ricco della città di Alessandria ai suoi tempi, è legato anche all'incendio del 25 febbraio 1700, forse non proprio dovuto al caso, della chiesa dedicata a San Giuliano Martire. La chiesa a quel tempo era posizionata nell'area che successivamente divenne la piazza principale di San Giuliano Vecchio.
Dopo l'incendio la chiesa venne riparata, ma ben presto il Ghilini, si affrettò a donare terreno e soldi per l'edificazione di una nuova parrocchia, dedicata alla Madonna del Rosario. Il nuovo edificio di culto sarebbe stato "distante però mezz'ora (a piedi, n.d.r.) dall'antica chiesa", e cioè esattamente di fronte poche centinaia di metri alla Ghilina Grossa. Una tradizione locale vuole che i Ghilini potessero così assistere alla santa Messa senza spostarsi dalla villa utilizzando un cannocchiale.
La Ghilina fu l'ultima dimora del marchese Ambrogio Maria Ghilini (1757-1832), esperto e studioso di botanica, attorniato da una biblioteca ricca di libri di ogni epoca, un piccolo museo di oggetti antichi e rari (vasi etruschi, lucerne sepolcrali, medaglie, un'urna funeraria romana in marmo bianco, quadri ad olio ed incisioni in terra dipinta attribuiti a Benvenuto Cellini). Dal 1º febbraio 1784 è membro dell'Accademia delle Scienze di Torino attestato come botanico nella classe di scienze fisiche, matematiche e naturali.
Spese molto tempo e denaro per l'acquisto e la collezione di libri di ogni genere ma soprattutto di botanica e di arte dei giardini, di geografia e di storia. Ebbe un telescopio e fece costruire un credenzone con tiretti [...] e ante vetrate [...] che deve servire per la botanica, e una stufa botanica su disegno dell'architetto Giuseppe Zani.

### XIX secolo
Il marchese si spense il 15 dicembre 1832 a 75 anni, ultimo del suo ramo. Il suo corpo venne seppellito nella chiesa della Ghilina, e si conservano le inscrizioni che decorarono le sue esequie. Ambrogio Maria Ghilini lasciò erede di tutto la figlia Cristina Ghilini Mathis (1784-1841) e, alla fine del XIX secolo, i suoi eredi vendettero ciò che rimaneva del patrimonio dei Ghilini.

### XX secolo
Una consistente parte del patrimonio di famiglia, compresa la Ghilina, fu acquistata dal Conte Giuseppe Guazzone Passalacqua (1854-1935) alla morte del quale passò ai figli, eredi in parti uguali. Negli anni successivi ci furono ulteriori scorpori con la vendita anche della Ghilina.
Durante la seconda guerra mondiale la Ghilina era stata comando militare di zona tedesco, subì le incursioni anglo-americane e la lotta di liberazione nel 1945. Terminata la guerra, ed in seguito alle ultime cessioni del terreno, il parco subì definitivamente la conversione all'agricoltura confondendosi con gli altri campi coltivati della zona.
Dall'ultimo quarto del XX secolo la villa della Ghilina, ormai spoglia dei fasti del passato causati da numerosi saccheggi e atti di vandalismo nel tempo, è proprietà di privati mentre l'ala rurale della cascina è stata acquistata dal conte Niccolò Calvi di Bergolo già proprietario del castello di Piovera.

## Il parco della villa

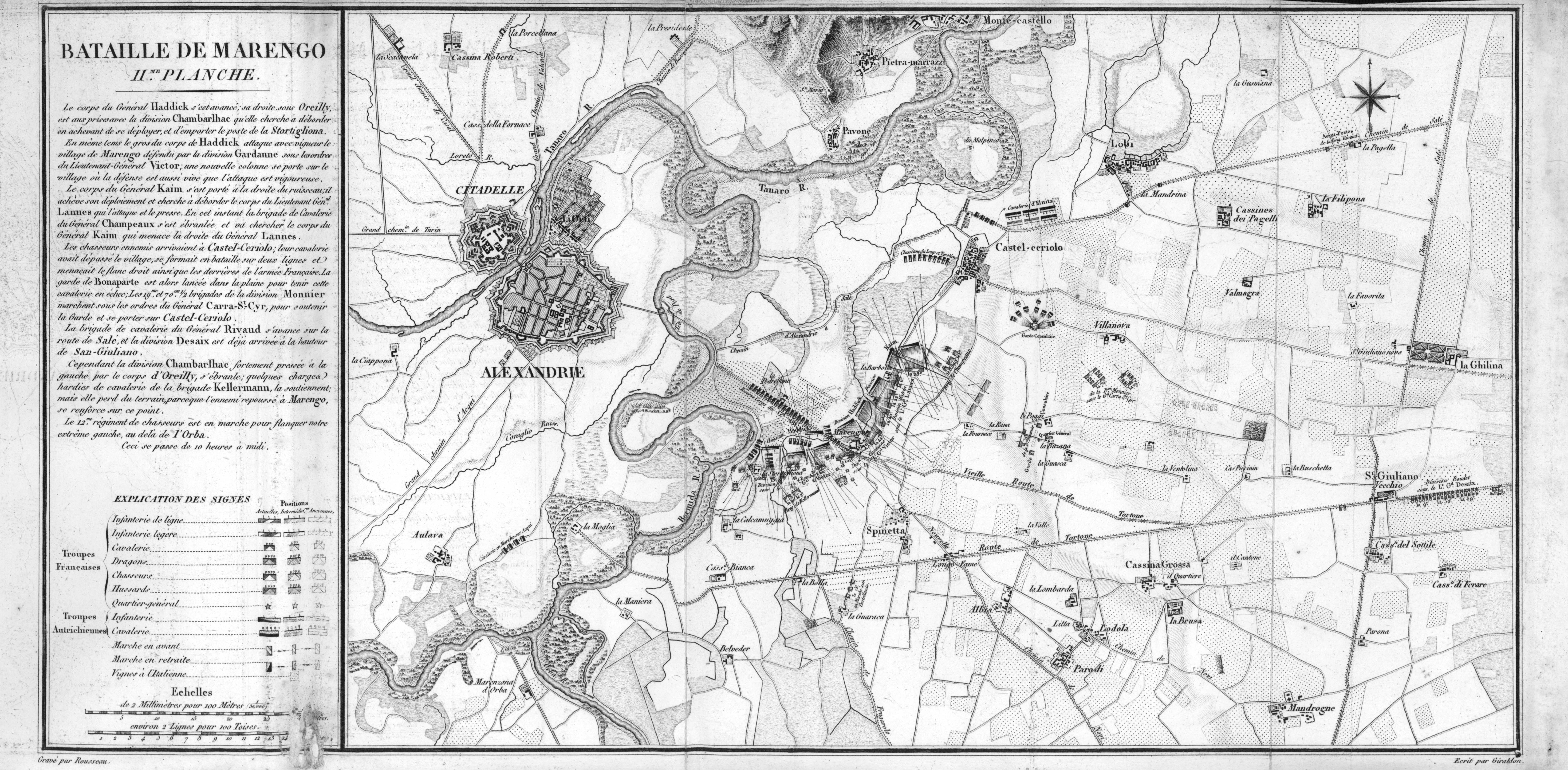
Mappa, tratta dal volume "Relation de la Bataille de Marengo" di A. Berthier, edito a Parigi nel 1804, in cui, all'estrema destra, si può apprezzare la struttura della Ghilina Grossa con il suo parco.

Il marchese Ambrogio Maria, oltre alla passione per gli ortaggi che faceva coltivare di ogni genere - insieme al vitigno anerello o neretto, caratteristico della Fraschetta - si era dedicato con grande dedizione affinché il suo giardino e parco divenissero maestosi e molto curati: grandi arbusti sempreverdi, ampi tappeti erbosi, roseti, aiuole di piante annuali da fiori, molti spazi diversi collocati con il senso estetico tipico del giardino all'italiana. Visitò numerosi vivai per cercare varietà sempre nuove e sempre diverse che poi posizionava personalmente creando scenari ed atmosfere insoliti.
Degna di nota e ricca di spunti storici e di botanica è la corrispondenza epistolare tra Ambrogio Maria e i suoi giardinieri - appartenenti alla famiglia sangiulianese dei Capella - conservata presso l'Archivio di Alessandria. Due in particolare sono relative alla sezione delle piante rare provenienti da ogni parte del mondo, corredate da un elenco minuzioso di tutte le specie spedite o inviate da varie località.
Per il marchese i giardini e il parco erano il veicolo principale per comunicare la sua ricchezza e nobiltà. Le suggestioni che l'impianto di un giardino all'italiana, di grandi dimensioni come quello della Ghilina di circa 11 ettari, suscitavano nell'osservatore erano profonde. Non solo alberi, fiori, arbusti ma anche aree aperte, panchine, fontanelle, strade, viali e viottoli che convergevano perpendicolarmente e obliquamente al centro di una piazza rotonda con una maestosa fontana, segnando ampi spazi triangolari delimitati da siepi di bosso. Una geometria che si replicava anche per gli orti botanici con al loro interno le serre riscaldate. Gli spazi furono studiati nei minimi dettagli per offrire colori e profumi differenti, le migliaia di piante e fiori furono sistemati affinché potessero equilibrarsi in funzione delle stagioni e con riguardo estremo all'estetica generale del parco. Le siepi che costeggiavo i viali erano perfettamente squadrate ed alcune potate con forme geometriche.
La cura, la dedizione e la scrupolosa manutenzione del parco e dei giardini si nota ancora in un altro documento, sempre conservato presso l'Archivio di Stato di Alessandria, che testimonia una scrittura di convenzione, dell'11 novembre 1811 tra il marchese e il giardiniere Antonio Capella. Ogni aspetto è trattato con la massima attenzione e precisione sia che si tratti della cura estetica del parco sia per gli aspetti più pratici sul consumo dei frutti e della verdura.
2 - In tutte le stagioni dell'anno dovrà il Giardiniere suddetto avere il giardino ben munito di tutte le qualità d'otaglia proprie della stagione con l'obbligo al medesimo di somministrare gratis tutta l'ortaglia necessaria per la cucina del Sig. Conte Pedrone tanto in città che alla Ghilina.
3 - Il Giardiniere suddetto avrà a sua disposizione dodici Carri di letame cadun anno per l'opportuno ingrasso del Giardino ed avrà parimenti sei carri di legna annue per la manutenzione delle stuffe di detta serra.
4 - In corrispettivo di tutte e singole le obbligazioni sovr'accennate oltre alla somma di mille franchi annui che il SIg. Conte Pedrone gli assegna a titolo di salario pagabili ripartitamente un duodecimo cadun mese maturatamene, gli accorda pure due carri legna annualmente per proprio uso, ed il dieci per cento sulle piante di dette pipiniere che egli stesso ne procurerà la vendita, e non altrimenti.»
In una lettera del 1834 titolata "Visita alla Ghilina - Lettera ad un amico", contenuta in un giornale dell'epoca - l'Eco, giornale di scienze, lettere, arti, mode e teatri - viene descritta con dovizia di particolari la villa ed il suo parco durante una visita alla contessa Cristina Ghilini Mathis:
Giunto quindi tra questi partimmo tutti insieme la mattina del 15 ed arrivammo alla Ghilina verso le 11. La giornata era superba, ed accolti colla cordialità, che ci aspettavamo dalla padrona del loco, l'abbiamo tosto pregata di condurci a visitare i molti e rari oggetti, che sapevamo racchiudersi in quell'amenissimo suo campestre soggiorno.
Questi oggetti vi erano stati raccolti dal signor Marchese Ambrogio Ghilini, padre della Contessa Mathis, e da poco più d'un anno passato a miglior vita. Il Marchese er'amatore passionatissimo ed intelligentissimo di botanica, ed aveva per ciò formato in questa prediletta sua Villa, detta appunto la Ghilina, un compito orto botanico. Ma egli amava pure la storia naturale, l'antiquaria, e le belle arti; e quindi vi aveva altresì raccolto gran quantità di altre belle e rare produzioni, che il buon senno della figlia fece poi disporre e collocare a foggia di museo.
Fatta dunque colazione principiammo da questo, ove tra gli oggetti di storia trovammo gran numero di conchiglie, non poche madrepore, molte cristallizzazioni saline e metalliche, e saggi infiniti de' più bei marmi tutti ben tagliati e levigati. Fra gli oggetti d'antiquaria ci si presentarono dapprima allo sguardo una trentina di vasi etruschi detti di Nola, molte lucerne sepolcrali, ed un discreto medagliere, che per la fretta non abbiamo potuto esaminare che alla sfuggita. Ammirammo in fine qualche buon quadro a olio ed un considerevol numero d'incisioni della più rara bellezza. Ma poiché non voglio scrivere che una lettera, mi astengo dall'entrare in minuti particolari, e solo vi dirò, che vedemmo tre teste in terra dipinta, di 1/3 della grandezza naturale, una d'uomo e due di donna, in atteggiamento di persone addolorate, e che diconsi nient'altro che modelli di Benvenuto Cellini. Vi voleva qualch'esame e qualche ricerca per riconoscere se desse siano veramente opere di tanto pregio; ma se ora non posso soddisfare né alla nostra, né alla mia curiosità, spero di ritornare su questo soggetto fra breve tempo.
Essendo, come vi dissi, il Marchese Ghilini appassionato segnatamente per la botanica, potete ben credere, che questa parte ci avrebbe offerto maggior copia d'oggetti veramente belli e rari da osservare. Infatti, oltre all'aver riscontrato nelle molte e varie sue serre o calidari ogni sorte di piante esotiche, come magnolie, ananas, banani, vi ammirammo pure la rarissima Cocoluba giunta all'altezza di almen dodici piedi.
Restavano poi a vedersi gli ameni e vasti boschetti, che circondano gian parte della casa e del giardino; ma l'accorta Gentildonna, che in essi ci stava preparando un magnifico e sorprendente spettacolo, volle riservare quest'escursione al dopo pranzo.
Levate quindi le mense, che non era molto lontano il tramonto del sole, fummo invitati da una soave melodia ad uscire dalla sala ed a recarsi nel giardino. Giunta poi la notte passammo negli attigui boschetti, che ci si presentarono illuminati con lampadette a varj colori; ma dopo d'averli percorsi giugnemmo al gran viale, che conduce fino alla chiesa parrocchiale. Il primo tronco di questo, spalleggiato da grossi ed altri alberi di robinia, termina in una piazza circolare, coperta di naturale verdeggiante tappeto. Ora figuratevi la nostra maraviglia quando, giunti al Cancello, ci si presentò il viale tutto illuminato da palloncini a varj colori pendenti dagli alberi equidistanti che gli fanno spalliera; e in fondo nel bel mezzo della circolar piazzetta un vago trasparente tempietto, le cui membrature erano tutte disegnate da lumicini, e sotto il quale sorgeva la Tersicore di Canova. Il colpo d'occhio fu a dir vero sorprendente, poiché gli alberi non sono meno d'un centinajo per parte, oltre a quelli che circondano la piazzetta.
Noi trascorremmo il viale a lenti passi, ammirando la ricchezza e l'eleganza di tanto apparecchio; ma giunti alla piazzetta trovammo di che accrescere il nostro stupore e il nostro diletto: imperocché era dessa tutta affollata di contadini, venuti dai vicini poderi della Contessa, che n'è adorata perché la trovano e la sperimentano erede non solo della sostanza, ma ben anche delle virtù del Padre, fra le quali primeggia la beneficenza verso i poveri. Ad un capo della piazzetta vedevasi la baracca del Pulcinella, ed all'altro quella delle ombre trasparenti: al fianco, poi del tempietto eravi la grand'orchestra composta di dilettanti venutivi sin da Voghera. Seduti che fummo principiarono i suoni e le dame, che non potevano essere né più vivaci, né più grate a vedersi. La piazzetta era assai bene illuminata non solo dai lumicini del tempietto e dai palloncini pendenti dagli alberi, ma ben anche dal purissimo disco lunare, che dall'alto del firmamento sembrava sorridere e prender parte a quest'innocenti piaceri. Le danze continuarono fino alle 10: le signore frammiste alle contadine presentavano un grazioso contrasto: nelle pause udivasi di qua la voce catarrosa di Pulcinella, di là quella men aspra che usciva dall'opposta baracca: tratto tratto comparivano grandi bacili carichi di rinfreschi e di gelati a temperare il caldo dei danzanti: nulla qui mancava in fine di ciò che trovasi nelle feste da ballo di città più spettacolose ed eleganti, meno l'incomodo sfarzo degli abiti e dell'etichetta.
Cessato il suono e la danza, principiarono a solcar l'aria diversi razzi, indi levato il teatrino di Pulcinella, apparve un bel fuoco d'artificio, che ci trattenne per una buona mezz'ora. Ciò finito ritornammo pel viale alla casa, ove tosto preparassi la cena. Vi sedemmo sempre rallegrati dal buon umore dei commensali, e dal risonar dell'orchestra, eh' erasi collocata Dell'atrio. Né i contadini l'avevano abbandonata, anzi la seguirono per continuar la danza nel cortile.
La cena finì già trascorsa la mezza notte; e noi prendemmo commiato dall'amabile Contessa, ringraziandola dell'eccesso di gentilezza, con cui volle onorare in modo veramente splendido e signorile gli ospiti suoi congiunti. Sapete che il viaggio dalla Ghilina alla Villa, cui dovevamo ritornare, è alquanto lungo; per cui scortati sempre dal bel chiarore di luna, non vi giungemmo che all' ora in cui già principiava ad albeggiare. Qui ci ponemmo a letto piena ancor l'anima dei piaceri della giornata; e prima di prender sonno venne a rallegrarmi il pensiero, che nella gretta e meschina età nostra, evvi ancora qualche animo elevato che non ismentisce l'antica gentilezza e magnificenza delle grandi famiglie italiane.»

## Galleria d'immagini

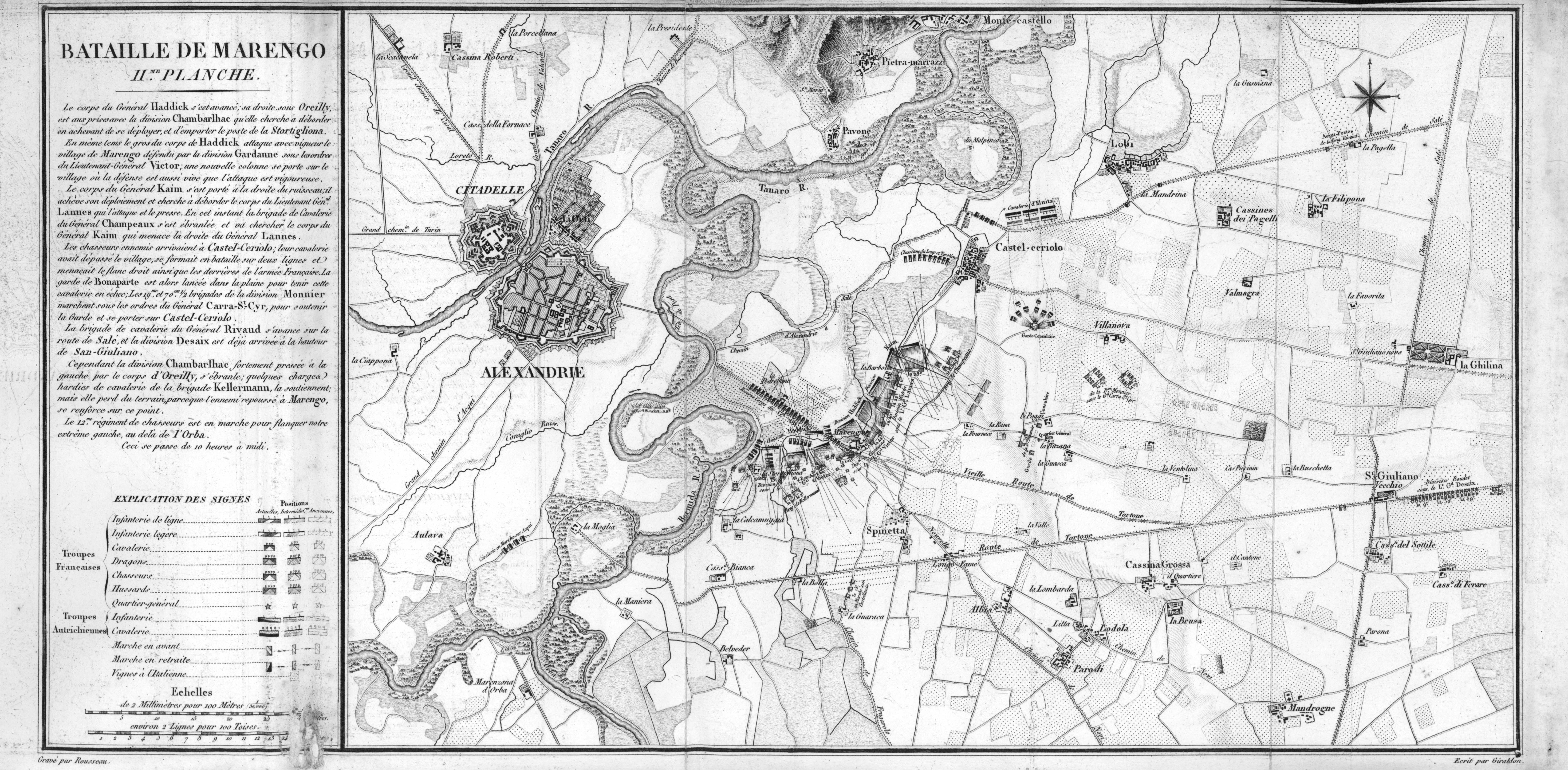
Mappa della Relation de la bataille de Marengo. Sulla destra la Ghilina Grossa
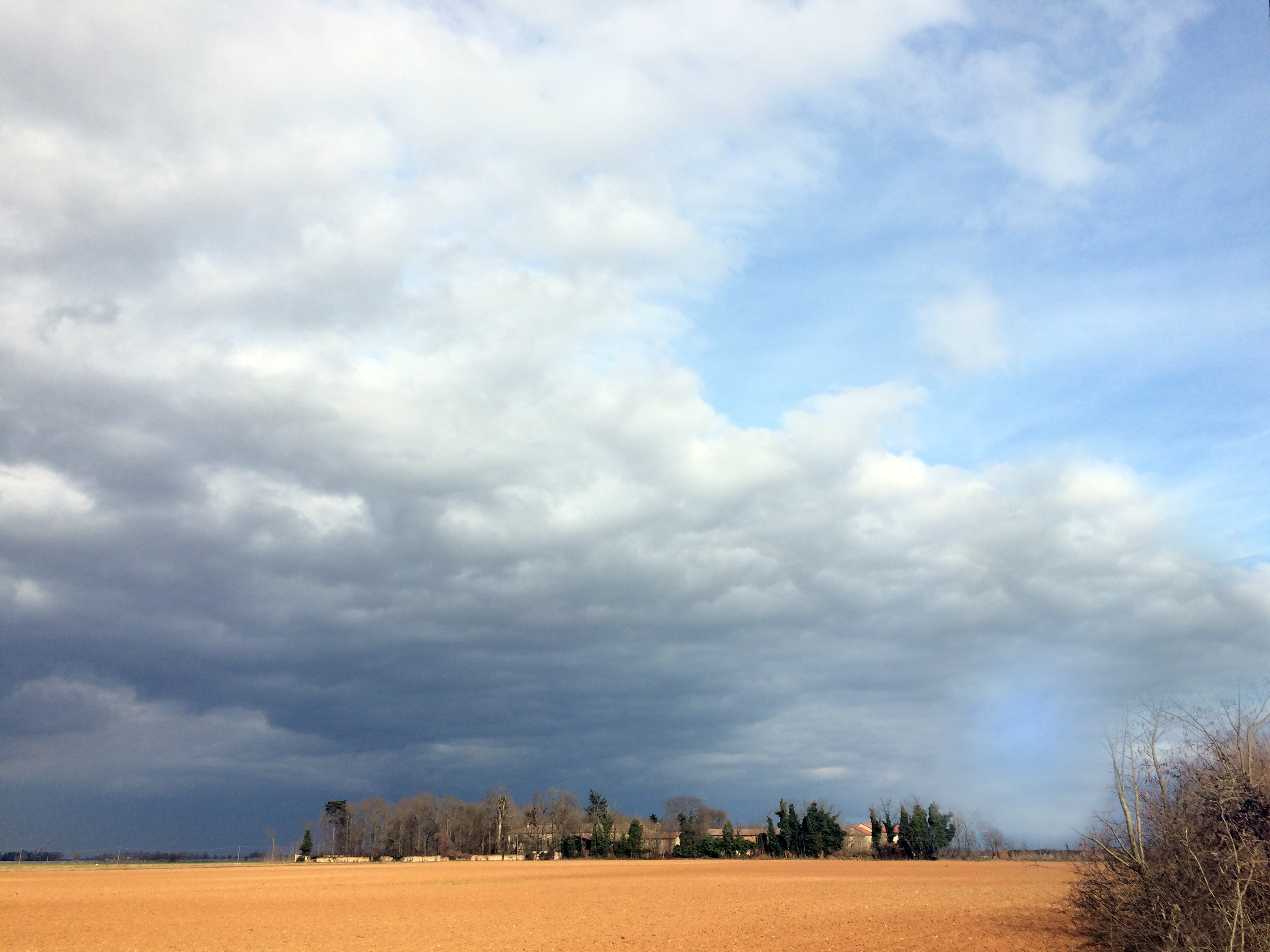
Vista del complesso della Ghilina Grossa dal lato ovest
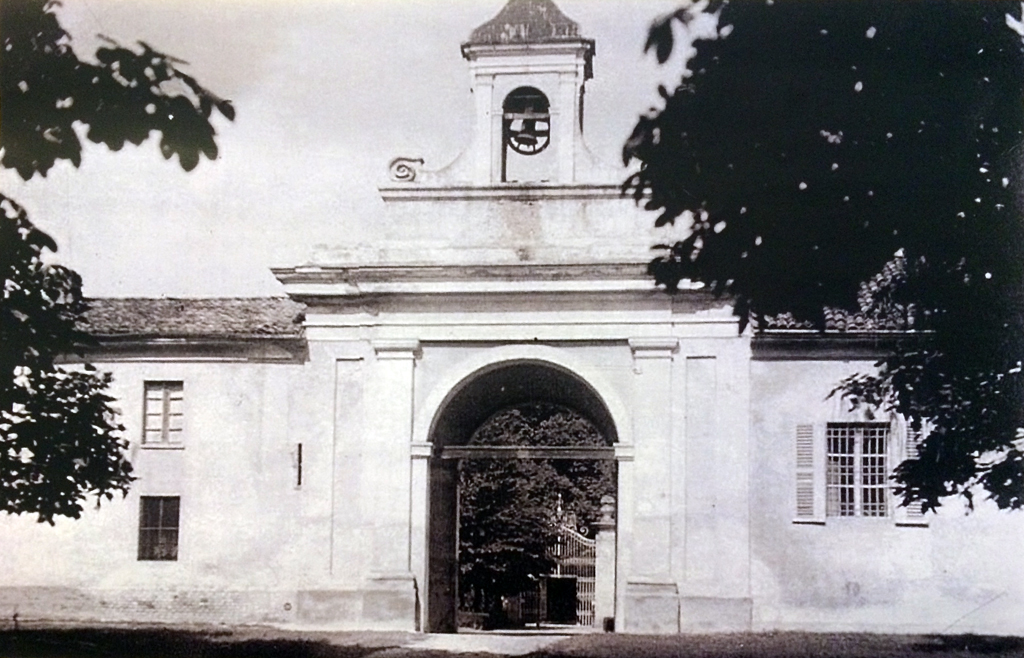
Ingresso padronale della villa. Anni '30 del XX secolo
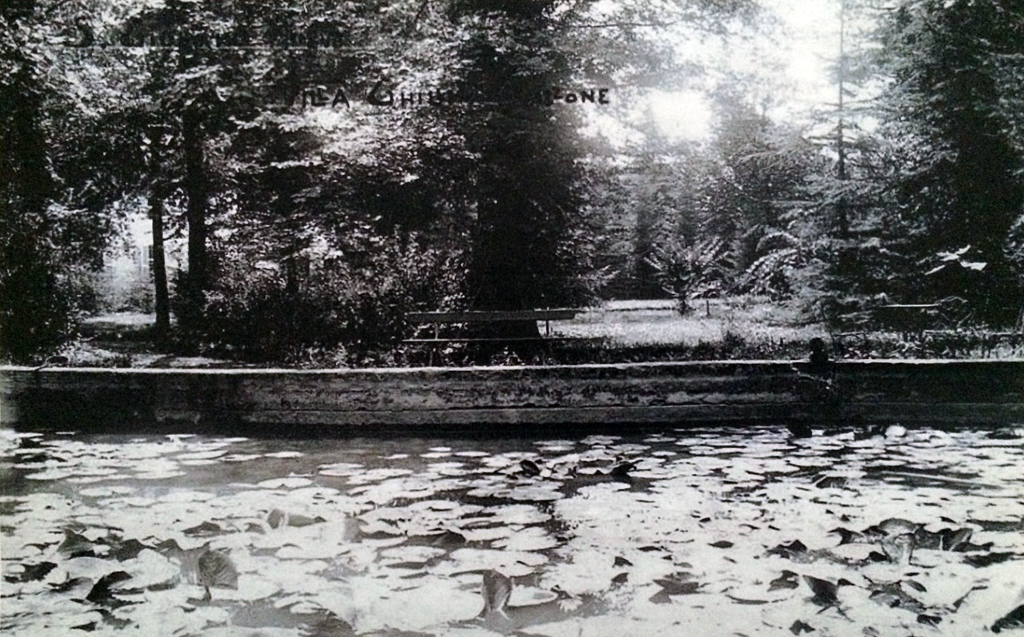
Parco della Ghilina. Particolare. Anni '30 del XX secolo
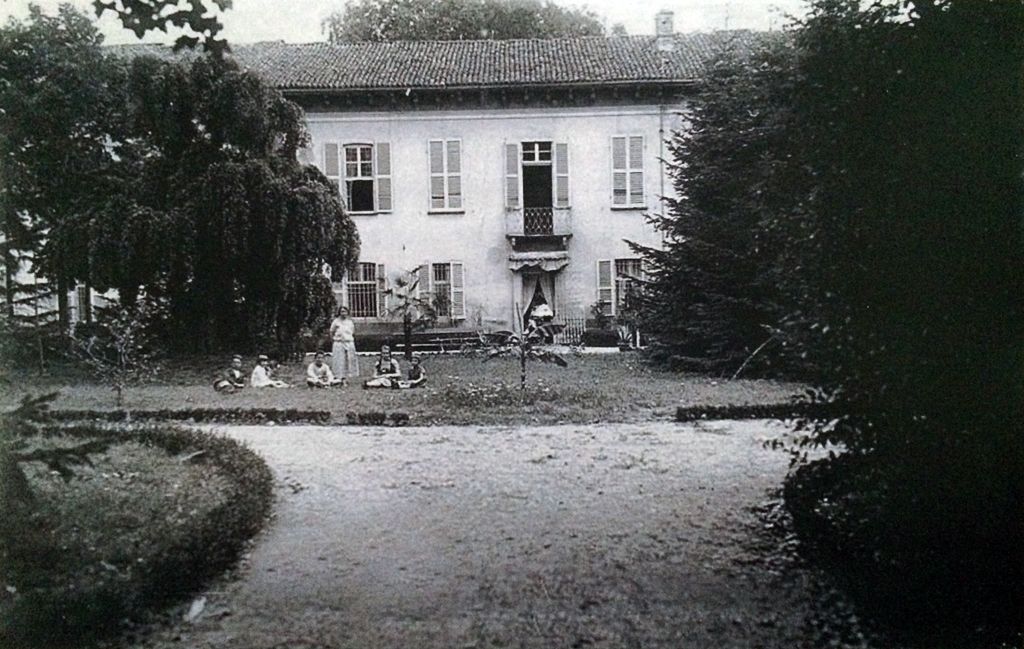
Facciata interna della villa. Particolare. Anni '30 del XX secolo
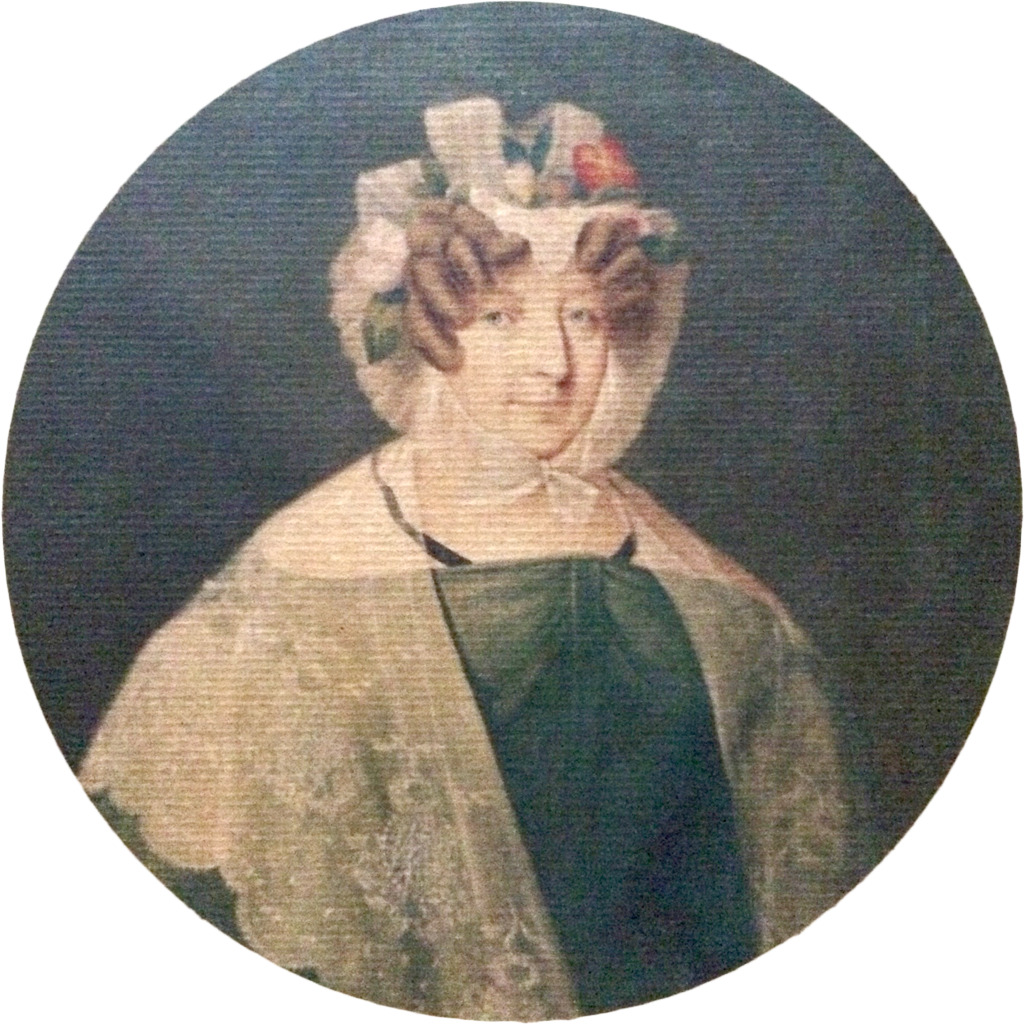
Cristina Ghilini Mathis, figlia del marchese Ambrogio Maria

### Risorse a stampa
- (EL) Strabone, Geografia, Libro VII, 64 a.C. - 19.
«Aldilà dei monti, c'è una terra piana e verde, coperta da frasche di bosco, abitata da uomini forti, domatori e allevatori di cavalli.»
- Girolamo Ghilini, Annali di Alessandria. Overo le cose accadute in essa città nel suo, e circonvicino territorio dell'anno dell'origine sua sino al 1659, Milano, Gioseffo Marelli, 1666. URL consultato il 12 ottobre 2022.
- Carlo A-Valle, Storia di Alessandria. Dalle origini ai giorni nostri (PDF), vol. 4, Torino, Fratelli Falletti, 1855. URL consultato il 7 ottobre 2022.
- Francesco Guasco di Bisio, Tavole genealogiche di famiglie nobili alessandrine e Monferrine dal secolo IX al XX, vol. 6, Alessandria, 1930.
- Lucio Bassi, Ghilini. Il palazzo e la sua storia, Alessandria, Provincia di Alessandria, 1989.
- Gabriele Archetti, Cristoforo Ghilini, in Dizionario biografico degli italiani, vol. 53, Roma, Istituto dell'Enciclopedia Italiana, 2000. URL consultato il 12 ottobre 2022.
- Francesco Barrera, Il profumo di un'epoca, Alessandria, Ugo Boccassi Editore, 2000.

### Risorse online
- Federico Bona, Blasonario delle famiglie subalpine, su http://www.blasonariosubalpino.it/, 25 giugno 2015. URL consultato il 12 ottobre 2022.
- Ambrogio Ghilini, su http://accademiadellescienze.it/. URL consultato il 25 febbraio 2015.
- P. M., Visita alla Ghilina - Lettera ad un amico, in Eco, giornale di scienze, lettere, arti, mode e teatri, vol. 7, suppl. XX del n. 114, Milano, 22 settembre 1834.